# Hotel Terrassen w Szczecinie
Hotel Terrassen (niem. Terrassen-Hotel) – hotel, który znajdował się na narożniku dzisiejszych ulic Nabrzeże Wieleckie i Panieńskiej, u stóp Wałów Chrobrego, na osiedlu Stare Miasto, w dzielnicy Śródmieście. Zniszczony w czasie II wojny światowej.

## Historia
Projekt kamienicy hotelu stworzył w 1904 r. architekt Friedrich Liebergessel na zamówienie mistrza murarskiego Edmunda Karla. Z uwagi na podmokły teren budowniczowie zmuszeni byli wzmocnić fundamenty kamienicy betonowym palowaniem. W 1905 r. hotel otrzymał adres Bollwerk 1 i został oddany do użytku. Pokoje wyposażono w instalację elektryczną, centralne ogrzewanie oraz we własne łazienki z ciepłą wodą. Poza pokojami w budynku znajdowała się restauracja, a na parterze punkty usługowe. W reklamach hotelu podkreślano bliskość przystanku tramwajowego i przystani promów kursujących do Rugii czy Świnoujścia.
Obiekt wielokrotnie zmieniał właścicieli, a ostatnim z nich był Heinrich Rahn, który prowadził hotel do 1942 r. W tym roku pomieszczenia hotelowe przeznaczono na dom dla marynarzy „Hakenterrasse” oraz na siedzibę kilku konsulatów. Hotel został zniszczony w czasie II wojny światowej. Na fotografii z 1947 r. widoczny jest jedynie częściowo zachowany parter i pręty zbrojeniowe wyższych pięter.
Na miejscu kamienicy powstała jezdnia Nabrzeża Wieleckiego i trawnik pod wiaduktami Trasy Zamkowej. W 2020 r. miasto Szczecin ogłosiło plan budowy parkingu wielopoziomowego, który miałby stanąć częściowo na parceli dawnego hotelu Terrassen. Początkowo zakładano zakończenie prac budowlanych w 2022 r., jednak z powodu konieczności wprowadzenia zmian w projekcie realizację odłożono w czasie.